# Malurt (band)
 For alternative betydninger, se Malurt. (Se også artikler, som begynder med Malurt)
Malurt er et dansk rockband dannet i København i 1977 af Michael Falch, Christian Arendt og Peter Mors under navnet Ravage. Dette navn blev kort efter ændret til Malurt.
Bandets oprindelige sammensætning:
- Michael Falch: sang og guitar
- Peter Viskinde: guitar
- Christian Arendt: guitar
- Henrik Littauer: keyboards
- Peter Mors: trommer
- Dia Nielsen: bas

Bandet udgav sit første album, Kold krig, i 1980, med Falch, Viskinde, Littauer, Mors og Nielsen. Bandet spillede sammen med Bruce Springsteen ved en koncert i Forum i maj 1981.
Fra og med udgivelsen af Black-Out i 1982 træder Peter Viskinde, guitar og Henrik Littauer, keyboard ud af gruppen. Christian Arendt på guitar (der var med i gruppen fra 1977 til 1980) og Pete Repete indtræder i gruppen.
Malurt udgav fire albums og et livealbums inden det i 1984 blev opløst.
Malurt blev gendannet i 1990, hvor gruppen spillede på Roskilde Festival. Bandet udgav herefter to albums og to livealbums før medlemmerne igen gik hver til sit i 1994. I 1993 var gruppen nomineret til Årets Danske Musikvideo ved Dansk Grammy for videoen til "Spøgelser".
Bandet blev ikke officielt opløst, men har siden 1994, med deres eget ord, været "langtidsparkeret". Dog blev det kortvarigt gendannet d. 15. september 2005, på 25-årsdagen for debuten i 1980, hvor gruppen var på en kort jubilæumsturne med i alt 5 koncerter i København, Odense, Esbjerg og Aarhus.
I februar 2019 blev det annonceret at bandet igen ville blive gendannet. Denne gang med Michael Falch, Christian Arendt, Peter Mors, Dia Nielsen og Pete Repete. Langt størstedelen af koncertrækken blev udsat på grund af COVID-19-epedimien. Bandet endte med at give i alt 57 koncerter i 2020/2022, hvorefter bandet igen blev opløst.[kilde mangler]

## Diskografi

### Albums
- Kold krig (1980)
- Vindueskigger (1981)
- Black-out (1982)
- Tour de Force (1983)
- Spøgelser (1992)
- Ghetto (1993)

### Livealbums
- Live – kys mig før jeg blir cool (1984)
- Uden filter (1992)
- Live – Længe – Leve (1994)
- Sidste skrig - live i KB-Hallen (2022)

### Opsamlingsalbums
- Superlove Greatest (2005)
- Det bedste (2008)

### Singler
- "CPR" (1981)
- "Superlove" (1981)
- "Mød mig i mørket" (1982)
- "Hjulene ruller" (1982)
- "Tar til Tokyo" (1983)
- "Black-Out" (1983)
- "Gammel kærlighed" (1992)
- "Den eneste i verden" (1992)
- "Spøgelser" (1992)
- "Gorilla med guldøl" (1993)
- "Hjerte af is" (1994)
- "Live - længe - leve" (1994) (Promo CD med liveudgaver af "Den eneste i verden" og "Sommer på vej")